# Smooth jazz
A smooth jazz (angol kifejezés, ejtsd: szmút dzsessz, jelentése sima dzsessz) vagy másik angol nevén contemporary jazz (ejtsd: kontempöreri dzsessz,  ami magyarul szó szerint kortárs dzsesszt jelent, de ezt a magyar nevet nem erre a műfajra használják) a dzsessz egyik alstílusa, ami az R&B, a funk, a rock és a popzene hatásait is mutatja.
Az 1970-es évek elején jelent meg a fúziós jazz-mozgalom. A zenészek ekkor a tradicionális dzsessz virtuóz improvizációit oltották egy modern, elektronikus hangzásvilágba. A smooth jazz legemblematikusabb szólóhangszere a szopránszaxofon, ami olyan zenészek által vált hírhedtté ebben a stílusban, mint Grover Washington, Jr., Ronnie Laws, Wayne Shorter és Nathan Davis. A másik meghatározó hangszer az elektromos gitár, olyan gitárosok hatásával, mint Wes Montgomery és Grant Green. Olyan fúziós jazz-zenekarok, mint a Spyro Gyra, a Weather Report, a Hiroshima vagy a Fourplay segítették világra a smooth jazzt.
A smooth jazz emellett rádiós formátum is, habár 2007-től a műfaj csillaga leáldozni látszik, mivel számos kiemelt fontosságú rádióadó megvált ettől a stílustól. Mindamellett a smooth jazz koncertek és a kiadványok jövedelmezőek, a műfaj mögött erős rajongótábor áll.

## A műfaj jellemzői
Általában a smooth jazz lassú (leginkább 90-105 leütés percenként), s a számokat egy dallamjátékos hangszer (legtöbbször szaxofon vagy gitár) vezeti. A kíséret sokszor programozott szintetizátor vagy sampler, általában valódi basszushangszerrel. A smooth jazzt általában háttérzeneként aposztrofálják ellentétben a mainstream dzsessz-szel.

## Fontos előadók és zenekarok
| - Sade Adu - Roy Ayers - George Benson - Michael Bublé - Larry Carlton - George Duke - Candy Dulfer - Count Basic - Nathan East - Fourplay - Kenny G - Hiroshima - Al Jarreau - Norah Jones | - Stanley Jordan - Dave Koz - Diana Krall - Liquid Soul - Eric Marienthal - Pat Metheny - Mezzoforte - Marcus Miller - David Sanborn - Lonnie Liston Smith - Spyro Gyra - Sting - Tower of Power - Yellowjackets |

## Külső hivatkozások
- Smooth jazz.lap.hu – Linkgyűjtemény